# Бирюченский уезд
Бирюченский уезд, Бирючский уезд — административно-территориальная единица в составе Воронежского наместничества, затем губернии, существовавшая в 1779—1918 годах. С 1918 года — Алексеевский уезд.
Уездный город — Бирюч. С 1918 года — Алексеевка.

## География
Уезд образован в 1779 году, когда при создании Воронежского наместничества город Бирюч получил статус уездного города. Располагался на юго-западе Воронежской губернии, граничил с Курской губернией. Площадь уезда составляла в 1897 году 3 866,2 верст² (4 400 км²).

## История
Уезд образован в 1779 году в составе Воронежского наместничества(с 1796 года — Воронежской губернии). В 1796 году вместе с уездным городом Бирюч был от Воронежской губернии отчислен и присоединён к восстановленной тогда Слободско-Украинской губернии, но уже в 1797 году, при разграничении новой губернии от смежных, Бирюч и Бирючский уезд были окончательно введены в состав Воронежской губернии.
После Октябрьской революции 1917 года и провозглашения независимости Центральной радой уезд некоторое время входил в состав Украинской народной республики, но затем, вместе с Белгородчиной вернулся в Россию. 19 марта 1918 года центр Бирючского уезда был перенесён в слободу Алексеевка, а уезд переименован в Алексеевский (упразднён в 1923 году), административно-территориально с 1954 г. в составе Белгородской области.
Исторически территория современного Алексеевского района относилась к Усердскому, а с 1779 года к Бирюченскому уезду Воронежской губернии (Воронежского наместничества с 1779 по 1796 год).
В 1905 году Бирюченский уезд разделяется на 23 волости, в числе которых Алексеевская, Алейниковская, Варваровская, Иващенковская, Ильинская, Луценковская, Матрёногезовская, Шелякинская, Щербаковская. Остальные территории сегодня входят в состав Валуйского, Красногвардейского и Острогожского районов.
19 марта 1918 года Бирюченский уезд был ликвидирован с перенесением уездного центра в слободу Алексеевку. Так решил уездный съезд Советов. 1 апреля 1918 года Бирюченский уезд переименован в Алексеевский.
4 января 1923 года Алексеевский уезд преобразован в волость Острогожского уезда Воронежской губернии, созданного Декретом ВЦИК «Об административном делении Воронежской губернии». Алексеевка была лишена статуса уездного центра и вновь стала слободой. 12 февраля 1923 года выпущен акт районной конференции представителей уездных и губернского исполнительных комитетов Советов рабочих, крестьянских и красноармейских депутатов, в котором уточнены внутренние границы уездов Воронежской губернии: к Острогожскому уезду присоединены Алексеевская, Алейниковская, Верхнепокровская, Верхососенская, Засосенская (позднее Буденовская), Иловская, Матреногезевская, Наголенская (позднее Щербаковская), Ольшанская волости и город Бирюч Алексеевского уезда. В состав Россошанского уезда включены Харьковская, Шелякинская волости Алексеевского уезда. В Валуйский уезд переданы Веселовская (позднее Успенская), Волоконовская, Ливенская, Палатовская, Староивановская волости Алексеевского уезда. При этом город Алексеевка был преобразован в слободу Алексеевка Острогожского уезда.
В 1924 году вновь создан Алексеевский район в составе Острогожского уезда. Организационное оформление его состоялось 6 июля на районном съезде Советов. Район включал следующие волости: Матрёногезовскую, Алейниковскую, Иловскую, Щербаковскую, Воробьёвскую и Татариновскую (сейчас в Острогожском районе Воронежской области).
14 мая 1928 года Воронежская губерния была упразднена, её территория вошла в состав Центрально-Чернозёмной области вместе с бывшими Курской, Орловской и Тамбовской губерниями с центром в городе Воронеж. Алексеевский район образован в июле 1928 года в составе Острогожского округа Центрально-Чернозёмной области.

## Население
По данным переписи 1897 года в уезде проживало 200 668 чел. В Бирюче проживало 13 081 человек.
По данным ЭСБЕ, число жителей в Бирючском уезде, кроме города, составляло 259 686 душ обоего пола, в том числе 129 775 мужчин и 125 409 женщин; по национальности преимущественно малороссияне.

### Языковой состав
Родной язык населения Бирюченского уезда по данным переписи 1897 года:
| Язык                       | Численность, чел. | Доля     |
| -------------------------- | ----------------- | -------- |
| Украинский («малорусский») | 140 799           | 70,17 %  |
| Русский («великорусский»)  | 58 626            | 29,22 %  |
| Белорусский                | 1 011             | 0,50 %   |
| Другие                     | 232               | 0,11 %   |
| Итого                      | 200 668           | 100,00 % |

## Административное деление
В 1800 году Бирюченский уезд состоял из 7 волостей: Новинской, Засосенской, Ольшанской, Нижнепокровской, Ливенской, Палатовской и Хмелевской.
В 1890 году в состав уезда входило 23 волости:
| № п/п | Волость | Волостное правление | Число селений | Население |
| ----- | --- | ------------------- | ------------- | --------- |
| 1     | Алексеевская (селения Алексеевка (ныне город областного подчинения), Дмитриевка (ныне в черту города Алексеевка), Колтуновка (ныне Алексеевский район), Николаевка (ныне в черту города Алексеевка)) | сл. Алексеевка      | 4             | 20265     |
| 2     | Алейниковская (селения Алейниково (ныне Алексеевский район), Гарбузово (ныне Алексеевский район), Дудчин (ныне Алексеевский район), Новосёловка (ныне Алексеевский район), Покладов (ныне Алексеевский район), Пышнограев (ныне Алексеевский район), Славгородское (ныне Алексеевский район)) | сл. Алейникова      | 7             | 4593      |
| 3     | Варваровская (селения Белозорово (ныне Алексеевский район), Варваровка (ныне Алексеевский район), Волков (ныне Алексеевский район), Кирпин (ныне Алексеевский район), Ковалево (ныне Алексеевский район), Кукаречин (ныне Алексеевский район), Николаевка (ныне Алексеевский район), Осадчее (ныне Алексеевский район), Чупринино (ныне Алексеевский район)) | сл. Варваровка      | 9             | 8223      |
| 4     | Верхне-Лубянская (селения Верхние Лубянки (ныне Волоконовский район), Волчий (ныне Волчий-Первый Волоконовского района), Грушевка (ныне Волоконовский район), Евдокимов (ныне Волоконовский район), Красавка (ныне в черту посёлка городского типа Пятницкое Волоконовского района), Нижние Лубянки (ныне Волоконовский район), Новоалександровка (ныне Волоконовский район), Новодевичий (ныне Волоконовский район), Пятницкое (ныне посёлок городского типа Волоконовского района), Средние Лубянки (ныне Волоконовский район), Становое (ныне Волоконовский район), Старосельцево (ныне Волоконовский район), Ютановка (ныне Волоконовский район) | сл. Верхние Лубянки | 13            | 7139      |
| 5     | Верхне-Покровская (селения Бабкино (ныне Красногвардейский район), Верхняя Покровка (ныне Красногвардейский район), Малоалексеевка (ныне Красногвардейский район), Марьевка (ныне Красногвардейский район), Нижняя Покровка (ныне Красногвардейский район), Николаевский (ныне Красногвардейский район), Прилепы (ныне Красногвардейский район), Репенка (ныне Красногвардейский район), Солдатка (ныне Красногвардейский район), Сорокино (ныне Красногвардейский район), Уточка (ныне Красногвардейский район) | с. Верхнепокровское | 11            | 6626      |
| 6     | Верхо-Сосенская (селения Верхососна (ные Красногвардейский район), Гредякино (ныне Красногвардейский район), Завальское (ныне Красногвардейский район), Малиново (ныне Красногвардейский район), Остроухово (ныне Красногвардейский район), Раздорное (ныне Красногвардейский район) | с. Верхососенск     | 6             | 8613      |
| 7     | Веселовская (селения Весёлое (ныне Красногвардейский район), Голопузово (ныне Подгорское Красногвардейского района), Красное (ныне Красногвардейский район) | сл. Веселая         | 3             | 5455      |
| 8     | Волоконовская (селения Волоконовка (ныне посёлок городского типа Волоконовского района), Заломное (ныне упразднено в Волоконовском районе), Щепкин (ныне Волоконовский район)) | сл. Волоконовка     | 3             | 6697      |
| 9     | Засосенская | сл. Засосенская     | 23            | 18079     |
| 10    | Иващенковская | сл. Иващенкова      | 14            | 10727     |
| 11    | Иловская | с. Иловское         | 24            | 11044     |
| 12    | Ливенская | сл. Ливенка         | 15            | 7917      |
| 13    | Луценковская | сл. Луценкова       | 10            | 13074     |
| 14    | Матрёно-Гезевская | сл. Матрёна-Гезева  | 9             | 8819      |
| 15    | Наголенская | сл. Нагольная       | 13            | 9030      |
| 16    | Ольшанская | с. Ольшанск         | 12            | 7369      |
| 17    | Палатовская | с. Палатово         | 12            | 7287      |
| 18    | Старо-Ивановская | сл. Староивановка   | 11            | 8339      |
| 19    | Успенская | сл. Успенская       | 16            | 6771      |
| 20    | Харьковская | сл. Харьковская     | 8             | 5072      |
| 21    | Хмелевская | с. Хмелевое         | 12            | 6691      |
| 22    | Шелякинская | сл. Шелякина        | 11            | 7993      |
| 23    | Щербаковская | сл. Щербакова       | 10            | 5554      |

В 1913 году в уезде также было 23 волости.

## Населённые пункты
По переписи 1897 года наиболее крупные населённые пункты уезда:
| - город Бирюч — 13081 чел.; - сл. Алексеевка — 12339 чел.; - сл. Волоконовка — 5955 чел.; - с. Верхососенск — 4101 чел.; - сл. Палатово — 4055 чел.; - сл. Засосенская — 3495 чел. (1859); - с. Татарино — 3025 чел.; - сл. Веселая — 2932 чел.; | - с. Матрёно-Гезово — 2924 чел.; - сл. Ливенка — 2860 чел.; - с. Иловское — 2739 чел.; - сл. Варваровка — 2633 чел.; - сл. Ильинка — 2274 чел.; - сл. Шелякина — 2250 чел.; - с. Нижний Ольшан — 2155 чел.; |